# Об'єднані експедиційні сили
Об’єднані експедиційні сили (англ. The Joint Expeditionary Force — JEF) — це багатонаціональні експедиційні сили, які створені у 2015 році Сполученим Королівством та складаються з дев'яти її північноєвропейських союзників, серед яких Данія, Фінляндія, Естонія, Ісландія, Латвія, Литва, Нідерланди, Швеція та Норвегія. За потреби ОЕС можуть розгорнути понад 10 000 військовиків для проведення гуманітарних місій, або бойових операцій високої інтенсивності.
JEF можуть діяти самостійно, але також можуть бути розгорнуті на підтримку НАТО або інших спільних проєктів, наприклад, у складі миротворчих сил ООН. Усі десять країн-членів JEF також є членами НАТО.

## Історія
Концепція об'єднаних експедиційних сил була вперше розроблена в 2012 році та оголошена тодішнім головою штабу Оборони Сполученого Королівства генералом сером Девідом Річардсом. JEF виникли на основі Об'єднаних сил швидкого реагування (Joint Rapid Reaction Force, JRRF), які зникли в результаті зосередженості країни на операціях в Афганістані та Іраку.
9 травня на саміті лідерів країн-учасниць JEF Україні надали спеціальний формат співпраці: просунуте (підсилене) партнерство.

## Структура
Британська частина сил складається з персоналу та обладнання з Королівського військово-морського флоту, Корпусу Королівської морської піхоти, Британської армії та Королівських повітряних сил і призначена для забезпечення більшого рівня інтеграції, ніж це було раніше, особливо в поєднанні зі збройними силами інших країн.